# Torsö
Torsö – największa wyspa na jeziorze Wener, w gminie Mariestad. Pod względem powierzchni, jest to osiemnasta wyspa Szwecji. Wyspę zamieszkuje 575 osób. W 1994 wybudowano most łączący z kontynentem, Torsöbron.